# ابخونه
ابخونه یک روستا در ایران است که در استان یزد واقع شده‌است.